# (69421) Keizosaji
(69421) Keizosaji est un astéroïde de la ceinture principale.

## Description
(69421) Keizosaji est un astéroïde de la ceinture principale. Il fut découvert le 22 décembre 1995 à Saji par l'observatoire de Saji. Il présente une orbite caractérisée par un demi-grand axe de 2,58 UA, une excentricité de 0,28 et une inclinaison de 5,3° par rapport à l'écliptique.

## Compléments